# Água Clara
Água Clara, amtlich Município de Água Clara, ist eine Stadt im brasilianischen Bundesstaat Mato Grosso do Sul in der Mesoregion Ost in der Mikroregion Três Lagoas.

## Geografie

### Lage
Die Stadt liegt 204 km von der Hauptstadt des Bundesstaates (Campo Grande) und 868 km von der Landeshauptstadt (Brasília) entfernt. Nachbarstädte sind im Norden Chapadão do Sul und Costa Rica, im Süden Brasilândia, im Osten Camapuã und Ribas do Rio Pardo und im Westen Três Lagoas und Inocência.

### Gewässer
Die Stadt liegt im Becken des Rio Pardo, der in den Rio Paraná fließt, der zum Flusssystem des Río de la Plata gehört. Die Stadt liegt am linken Ufer des Rio Verde.

### Vegetation
Das Gebiet ist ein Teil der Cerrados (Savanne Zentralbrasiliens).

### Klima
In der Stadt herrscht Tropisches Klima. Im Jahr fallen zwischen 1200 und 1500 mm Niederschläge.

## Verkehr
Die Landesstraße MS-324 mündet in der Stadt auf die Bundesstraße BR-262.

## Wirtschaft
Hauptwirtschaftszweige sind die Holzwirtschaft, der Soja-Anbau und die Viehzucht.

## Durchschnittseinkommen und HDI
Das Durchschnittseinkommen lag 2011 bei 28.304 Real, der Index der menschlichen Entwicklung (HDI) bei 0,670.